# Turid Knaak
Turid Knaak, född den 24 januari 1991 i Essen, är en tysk fotbollsspelare (anfallare/mittfältare) som spelar för spanska Atlético Madrid och det tyska landslaget. Hon har tidigare representerat bland annat Bayer Leverkusen och Arsenal. Knaak var en del av den tyska landslagstrupp som spelade VM i Frankrike år 2019. Hon gjorde sin landslagsdebut i april 2018.